# Paul Le Cannu
Paul Le Cannu, né le 27 septembre 1948, est un juriste français, professeur agrégé des Facultés de droit. 
Il enseigne actuellement[Quand ?] à l'Université Panthéon-Sorbonne et codirecteur du Centre de recherche en droit des affaires et de l'économie (Sorbonne-Affaires). Il assure notamment les cours de droit des groupements au sein du Master 2 Recherche de droit des affaires et de l'économie.

## Publications
- D’un code à l’autre : les transformations du droit commercial, ouvrage collectif, Bibliothèque de l'Institut André Tunc/LGDJ, 2008
- Droit commercial, Entreprises en difficulté, Précis Dalloz, 2006, 7e édition (les 4 premières éditions sont dues à Michel Jeantin)
- Droit commercial, Instruments de paiement et de crédit, Titrisation, Précis Dalloz, 2005, 8e éd. avec Thierry Granier et Richard Routier ; (les 4 premières éditions sont dues à Michel Jeantin), 2011
- Code des sociétés, Dalloz, (1995-2003)
- Entreprises en difficulté, (GLN-Joly, 1995) (avec J.-M. Lucheux, M. Pitron et J.-P. Sénéchal)
- La société par actions simplifiée, (GLN-Joly, 1994) (avec A. Couret et divers auteurs)
- La prévention des difficultés des entreprises, éd. Joly, 1988
- La société anonyme à directoire, LGDJ, 1979, préf. J. Derruppé